# Tito Arcoverde de Albuquerque Cavalcanti
Tito Arcoverde de Albuquerque Cavalcanti (Taquaritinga, 2 de julho de 1905 – Rio de Janeiro, 11 de dezembro de 1990) foi um fisiologista, pesquisador e professor universitário brasileiro. 
Membro associado da Academia Brasileira de Ciências e fundador da Sociedade Brasileira de Fisiologia, Tito foi um dos dez cientistas da Fiocruz compulsoriamente aposentados pelo Regime Militar, no episódio que ficou conhecido como o Massacre de Manguinhos.

## Biografia
Tito nasceu no município paulista de Taquaritinga, em 1905. Era filho dos pernambucanos Antônio Francisco de Albuquerque Cavalcanti e de Angélica de Ulhoa Cintra, o sexto entre os doze filhos do casal. Formado doutor em medicina em 1931, pela Universidade de São Paulo (USP), Tito foi assistente, chefe de laboratório e docente concursado de fisiologia da Faculdade de Medicina desta universidade. Permaneceu no cargo até 1939, quando se transferiu para a Faculdade de Odontologia da Universidade do Brasil, a atual Universidade Federal do Rio de Janeiro (UFRJ).
No mesmo ano, ingressou como pesquisador na Fundação Oswaldo Cruz (Fiocruz), onde também foi professor e chefe da Divisão de Fisiologia. Também foi docente do Departamento Nacional de Saúde (DNS), na Faculdade de Ciências Médicas e na Faculdade de Medicina da Universidade do Brasil.
Em 1955, esteve à disposição do Conselho Nacional de Desenvolvimento Científico e Tecnológico (CNPq), de onde foi diretor do Setor de Pesquisas Biológicas e do Instituto Nacional de Pesquisas da Amazônia (INPA). Retornou para a Fiocruz em 1959, de onde foi nomeado diretor em 960. Em 1961, retornaria à chefia do Divisão de Fisiologia e Farmacodinâmica. Tito foi ainda consultor científico do INPA, membro do Conselho Deliberativo do CNPq e da Comissão Nacional de Assistência Técnica do Ministério das Relações Exteriores. Em 1963, participou da Missão Científica Brasileira ao Leste Europeu, promovida pela Universidade de Brasília (UnB).

## Regime militar
Sua carreira científica foi interrompida pelo governo militar. Em 1964, foi exonerado da Fiocruz e em 1970 ele e mais outros nove pesquisadores pioneiros da Fiocruz foram proibidos de trabalhar, evento conhecido como o Massacre de Manguinhos. Além de não poder trabalhar em qualquer instituição científica ou universitária, seus direitos civis também foram suspensos por dez anos.
Em 1986, Tito foi reintegrado ao quadro de pesquisadores da Fiocruz, passando a trabalhar com Haity Moussatché na reorganização do Departamento de Fisiologia e Fármacodinâmica da instituição.

## Pesquisa
Tito desenvolveu estudos de grande importância nas áreas de nutrição e saúde ocupacional. Ente eles destacam-se trabalhos sobre o valor energético dos alimentos brasileiros, problemas alimentares na Amazônia, no Maranhão e Piauí, além de pesquisas sobre questões de saúde do trabalhador em indústrias gráficas.

## Morte
Tito morreu em 11 de dezembro de 1990, no Rio de Janeiro, aos 85 anos, devido a uma insuficiência respiratória.

## Prêmios
Tito foi agraciado com o Prêmio da Sociedade de Medicina e Cirurgia de São Paulo por seus estudos sobre águas minerais. E em 1958, recebeu a Medalha de Mérito D. João VI por serviços prestados às pesquisas do Jardim Botânico.